# Grand Hotel Excelsior
O Hotel Excelsior Venice é um hotel histórico de estilo oriental veneziano-bizantino do Lido de Veneza, uma pequena ilha veneziana. Localizado junto à praia. Conhecido por hospedar as estrelas que participaram do Festival Internacional de Cinema de Veneza desde 1932.

## Histórico
O hotel foi construído em 1907 por Giovanni Sardi para a Compagnia Italiana Grandi Alberghi (CIGA) na Lungomare Guglielmo Marconi, avenida litorânea do Lido de Veneza. Edificado em apenas 17 meses graças à obstinação do seu designer e empresário Nicolò Spada, que o inaugurou  em 21 de julho de 1908 na frente de 3.000 convidados de todo o mundo e mais de 30.000 venezianos.
Em junho de 1914 foi terminado o terraço do primeiro andar, ao estilo Luís XVI, da Sala Stucchi; que ganhou destaque no filme Era uma Vez na América, estrelado por Robert De Niro em 1984. Na década de 1930, a “Mostra del Cinema”, o Festival Internacional de Cinema de Veneza, e a inauguração do Casino de Venise, agregaram valor e prestígio a marca do Hotel Excelsior. Os salões só assumiram a aparência atual depois da importante Acqua alta de 1966 (acqua alta é o período de enchentes em Veneza devido às marés entre o outono e o início da primavera), que causou danos consideráveis a edifícios e instalações de banho. A criação do Salon des Congrès, uma das primeiras estruturas do gênero em um hotel de luxo, também foi importante.
Muitas celebridades foram hospedadas pelo hotel, incluindo Barbara Hutton, os então príncipes de Alberto II da Bélgica e Paula da Bélgica, Errol Flynn, o duque de Windsor, o multimilionário espanhol Charles de Beistegui, Elizabeth Taylor e Winston Churchill, sem mencionar as inúmeras estrelas que participaram do Festival Internacional de Cinema de Veneza como Glauber Rocha, George Clooney, Johnny Depp e Sandra Bullock.
Em 1992, o hotel passou por extensas obras de restauração. Os quartos que antes davam para a rua foram transferidos para dentro do edifício e agora oferecem uma vista para o chamado Pátio dos Mouros, um outro pátio interior evoca a arquitectura mourisca das cidades andaluzas, sendo adornado com fontes, fossos e vegetação.
No ano de 1995, o Excelsior Hotel passou a fazer parte do grupo hoteleiro ITT Sheraton, antes de passar em 1998 para o controle da Starwood Hotels & Resorts Worldwide e passar a fazer parte da marca Westin Hotels & Resorts.

## Descrição
O edifício possui jardins distribuídos por 4 pisos, com uma altura de 12 metros. Ocupando uma área de 7.318m² e um volume de 87.816m³. Os três primeiros andares incluem variam entre dezoito e sessenta apartamentos; já o quarto, quinto e sexto andares têm 120 quartos; o sétimo andar é conta com cinquenta e quatro quartos; no térreo, há quarenta e oito quartos.
O arquiteto introduziu formas medievais e arabescas ao lado de outros estilos em outros lugares. Resultado da interpretação oriental do estilo veneziano-bizantino, O Hotel possui paredes exteriores de tijolo com janelas e cúpulas, arcos dobrados, trifólio, polilobés, machicolagens, altani, mosaicos sobre fundo dourado, torres etc.
Participaram, na realização das decorações de interiores, variados artistas, tais como Brosh, Carbonaro, Tarbulini, Castagnaro e Wolff, assim como o famoso Bellotto, autor de várias portas em estilo Liberty no Lido de Veneza, e que realizou para o Excelsior os lustres, a porta da doca e as duas lanternas na entrada do edifício.